# ناقصة حساسة
ناقصة حساسة (الاسم العلمي:Amorpha sensitiva) هي نوع غير مؤكد من النباتات يتبع جنس الناقصة من الفصيلة البقولية.